# Wahlkreis Val-d’Oise X
Der Wahlkreis Val-d’Oise X ist seit 2010 ein französischer Wahlkreis für die Wahl zur Nationalversammlung im Departement Val-d’Oise. Seit 2017 ist Aurélien Taché, gewählt auf der Liste von (La République En Marche! LREM), jetzt EDS, der Abgeordnete des Wahlkreises.

## Allgemeines
Der 10. Wahlkreis von Val-d’Oise entstand im Zuge der Wahlkreisreform von 2010, bei der das Departement einen zusätzlichen Sitz im Parlament erhielt. Zwei Kantone wurden dem alten 2. Wahlkreis von Val-d'Oise weggenommen und daraus der neue Wahlkreis geformt.

## Abgeordnete des Wahlkreises
| Legislatur- periode | Gewählt | Gewählt            | Partei                    |
| ------------------- | ------- | ------------------ | ------------------------- |
| 14.                 |         | Dominique Lefebvre | Parti socialiste          |
| 15.                 |         | Aurélien Taché     | La République En Marche   |
| 16.                 |         | Aurélien Taché     | Europe Écologie-Les Verts |

## Wahlergebnisse

### Parlamentswahl 2012
| Kandidaten               | Kandidaten                | Parteien                                         | 1. Wahlgang | 1. Wahlgang | 2. Wahlgang | 2. Wahlgang |
| Kandidaten               | Kandidaten                | Parteien                                         | Stimmen     | %           | Stimmen     | %           |
| ------------------------ | ------------------------- | ------------------------------------------------ | ----------- | ----------- | ----------- | ----------- |
|                          | Dominique Lefebvregewählt | SOC – Parti socialiste                           | 14.083      | 44,1        | 19.011      | 62,0        |
|                          | Audrey Tamborini          | UMP – Union pour un mouvement populaire          | 7.785       | 24,4        | 11.630      | 38,0        |
|                          | Theresa Andrès            | FN – Front national                              | 3.679       | 11,5        |             |             |
|                          | Bernard Morin             | VEC – Europe Écologie-Les Verts                  | 2.564       | 8,0         |             |             |
|                          | Patrick Diaz              | FG – Front de gauche (Parti communiste français) | 1.901       | 6,0         |             |             |
|                          | Olivier Sellier           | CEN – Mouvement démocrate                        | 666         | 2,1         |             |             |
|                          | Laurent Carius            | DVG – Unabh.                                     | 392         | 1,2         |             |             |
|                          | Malika Fadli              | DVD – Unabh.                                     | 260         | 0,8         |             |             |
|                          | Roland Colak              | ECO – Alliance écologiste indépendante           | 224         | 0,7         |             |             |
|                          | Eric Cassan               | EXG – Lutte Ouvrière                             | 191         | 0,6         |             |             |
|                          | Josiane Pratx             | DVD – Debout la République                       | 186         | 0,6         |             |             |
| Gesamt                   | Gesamt                    | Gesamt                                           | 31.931      | 100         | 30.641      | 100         |
|                          |                           |                                                  |             |             |             |             |
| Ungültige Stimmen        | Ungültige Stimmen         | Ungültige Stimmen                                | 416         | 1,3         | 974         | 3,1         |
| Wähler                   | Wähler                    | Wähler                                           | 32.347      | 51,5        | 31.615      | 50,3        |
| Wahlberechtigte          | Wahlberechtigte           | Wahlberechtigte                                  | 62.833      |             | 62.833      |             |
|                          |                           |                                                  |             |             |             |             |
| Quelle: Innenministerium |                           |                                                  |             |             |             |             |

### Parlamentswahl 2017
| Kandidaten               | Kandidaten                    | Parteien                                     | 1. Wahlgang | 1. Wahlgang | 2. Wahlgang | 2. Wahlgang |
| Kandidaten               | Kandidaten                    | Parteien                                     | Stimmen     | %           | Stimmen     | %           |
| ------------------------ | ----------------------------- | -------------------------------------------- | ----------- | ----------- | ----------- | ----------- |
|                          | Aurélien Tachégewählt         | REM – La République en marche                | 10.279      | 36,7        | 13.275      | 59,0        |
|                          | Katia Noin Ledanois           | FI – La France insoumise                     | 4.037       | 14,4        | 9.221       | 41,0        |
|                          | Virginie Tinland              | LR – Les Républicains                        | 3.397       | 12,1        |             |             |
|                          | Dominique Lefebvre            | SOC – Parti socialiste                       | 3.263       | 11,7        |             |             |
|                          | Anne Cloutier                 | FN – Front national                          | 2.902       | 10,4        |             |             |
|                          | Dominique Damour              | ECO – Europe Écologie-Les Verts              | 1.184       | 4,2         |             |             |
|                          | Rida Boultame                 | DIV – Unabh.                                 | 635         | 2,3         |             |             |
|                          | Maxime Loubar                 | DIV – Unabh.                                 | 616         | 2,2         |             |             |
|                          | Françoise Courtin             | COM – Parti communiste français              | 478         | 1,7         |             |             |
|                          | Jean-François Wyss            | DIV – Union populaire républicaine           | 326         | 1,2         |             |             |
|                          | Éric Cassan                   | EXG – Lutte Ouvrière                         | 233         | 0,8         |             |             |
|                          | François Lefebvre des Noëttes | EXG – Parti ouvrier indépendant démocratique | 225         | 0,8         |             |             |
|                          | Flore Davesne                 | DIV – Unabh.                                 | 184         | 0,7         |             |             |
|                          | Sylvain de Smet               | DVG – Unabh.                                 | 183         | 0,7         |             |             |
|                          | Viki Mittoo                   | ECO – Unabh.                                 | 41          | 0,1         |             |             |
|                          | Jean-Christophe Loza          | DVD – Parti chrétien-démocrate               | 12          | 0,0         |             |             |
| Gesamt                   | Gesamt                        | Gesamt                                       | 27.995      | 100         | 22.496      | 100         |
|                          |                               |                                              |             |             |             |             |
| Leere Stimmzettel        | Leere Stimmzettel             | Leere Stimmzettel                            | 514         | 1,8         | 1.438       | 5,9         |
| Ungültige Stimmzettel    | Ungültige Stimmzettel         | Ungültige Stimmzettel                        | 128         | 0,4         | 429         | 1,8         |
| Wähler                   | Wähler                        | Wähler                                       | 28.637      | 43,0        | 24.363      | 36,6        |
| Wahlberechtigte          | Wahlberechtigte               | Wahlberechtigte                              | 66.540      |             | 66.540      |             |
|                          |                               |                                              |             |             |             |             |
| Quelle: Innenministerium |                               |                                              |             |             |             |             |

### Parlamentswahl 2022
| Kandidaten               | Kandidaten                  | Parteien                                                                         | 1. Wahlgang | 1. Wahlgang | 2. Wahlgang | 2. Wahlgang |
| Kandidaten               | Kandidaten                  | Parteien                                                                         | Stimmen     | %           | Stimmen     | %           |
| ------------------------ | --------------------------- | -------------------------------------------------------------------------------- | ----------- | ----------- | ----------- | ----------- |
|                          | Aurélien Tachégewählt       | NUP – Nouvelle union populaire écologique et sociale (Europe Écologie Les Verts) | 9.193       | 32,9        | 14.636      | 55,8        |
|                          | Victorien Lachas            | ENS – Ensemble ! (La République en marche)                                       | 6.565       | 23,5        | 11.613      | 44,2        |
|                          | Richard Durand              | RN – Rassemblement National                                                      | 3.993       | 14,3        |             |             |
|                          | Karim Ziabat                | DVG – Unabh.                                                                     | 2.109       | 7,5         |             |             |
|                          | Patricia José               | LR – Les Républicains                                                            | 1.656       | 5,9         |             |             |
|                          | Sanaa Saitouli              | DVG – Unabh.                                                                     | 838         | 3,0         |             |             |
|                          | Princesse Granvorka Puisard | REC – Reconquête                                                                 | 769         | 2,7         |             |             |
|                          | Evelyne Ollivier            | ECO – Parti animaliste                                                           | 564         | 2,0         |             |             |
|                          | Augustin Belloc             | DVG – Gauche républicaine et socialiste                                          | 539         | 1,9         |             |             |
|                          | Malek Benseddik             | DVC – Unabh.                                                                     | 330         | 1,2         |             |             |
|                          | Joseline Sylvie Loulendot   | RDG – Parti radical de gauche                                                    | 319         | 1,1         |             |             |
|                          | Sabine Rigouste             | DSV – Unabh.                                                                     | 291         | 1,0         |             |             |
|                          | Prabagarane Madi            | DVG – Unabh.                                                                     | 220         | 0,8         |             |             |
|                          | Christophe Flaux            | DXG – Lutte Ouvrière                                                             | 205         | 0,7         |             |             |
|                          | Patricia Fidi               | DVC – Unabh.                                                                     | 150         | 0,5         |             |             |
|                          | Mathieu Binet               | DXG – Parti ouvrier indépendant démocratique                                     | 133         | 0,5         |             |             |
|                          | Najet Arrar                 | DIV – Unabh.                                                                     | 110         | 0,4         |             |             |
| Gesamt                   | Gesamt                      | Gesamt                                                                           | 27.984      | 100         | 26.249      | 100         |
|                          |                             |                                                                                  |             |             |             |             |
| Leere Stimmzettel        | Leere Stimmzettel           | Leere Stimmzettel                                                                | 581         | 2,0         | 1.363       | 4,9         |
| Ungültige Stimmzettel    | Ungültige Stimmzettel       | Ungültige Stimmzettel                                                            | 140         | 0,5         | 398         | 1,4         |
| Wähler                   | Wähler                      | Wähler                                                                           | 28.705      | 42,3        | 28.010      | 41,2        |
| Wahlberechtigte          | Wahlberechtigte             | Wahlberechtigte                                                                  | 67.935      |             | 67.953      |             |
|                          |                             |                                                                                  |             |             |             |             |
| Quelle: Innenministerium |                             |                                                                                  |             |             |             |             |

### Parlamentswahl 2024
| Kandidaten               | Kandidaten            | Parteien                                        | 1. Wahlgang | 1. Wahlgang | 2. Wahlgang | 2. Wahlgang |
| Kandidaten               | Kandidaten            | Parteien                                        | Stimmen     | %           | Stimmen     | %           |
| ------------------------ | --------------------- | ----------------------------------------------- | ----------- | ----------- | ----------- | ----------- |
|                          | Aurélien Tachégewählt | UG – Nouveau Front populaire (Les Écologistes)  | 18.306      | 43,1        | 26.852      | 69,6        |
|                          | Lisbeth Macé          | RN – Rassemblement National                     | 9.667       | 22,8        | 11.716      | 30,4        |
|                          | Sonia Krimi           | ENS – Ensemble pour la République (Renaissance) | 8.129       | 19,2        |             |             |
|                          | Edwina Etoré-Manika   | LR – Les Républicains                           | 4.249       | 10,0        |             |             |
|                          | Albert Saint-Jean     | UDI – Union des démocrates et indépendants      | 1.107       | 2,6         |             |             |
|                          | Christophe Flaux      | EXG – Lutte Ouvrière                            | 489         | 1,2         |             |             |
|                          | Souade De la Faye     | DSV – Debout la France                          | 488         | 1,1         |             |             |
|                          | Jean Caillot          | EXG – Nouveau Parti anticapitaliste             | 7           | 0,0         |             |             |
| Gesamt                   | Gesamt                | Gesamt                                          | 42.442      | 100         | 38.568      | 100         |
|                          |                       |                                                 |             |             |             |             |
| Leere Stimmzettel        | Leere Stimmzettel     | Leere Stimmzettel                               | 906         | 2,1         | 3.583       | 8,4         |
| Ungültige Stimmzettel    | Ungültige Stimmzettel | Ungültige Stimmzettel                           | 237         | 0,5         | 599         | 1,4         |
| Wähler                   | Wähler                | Wähler                                          | 43.585      | 65,3        | 42.750      | 64,0        |
| Wahlberechtigte          | Wahlberechtigte       | Wahlberechtigte                                 | 66.773      |             | 66.806      |             |
|                          |                       |                                                 |             |             |             |             |
| Quelle: Innenministerium |                       |                                                 |             |             |             |             |